# Список заслуженных тренеров СССР (фигурное катание на коньках)
Звание «заслуженный тренер СССР» вручалось с 1956 по 1992 год; первое присуждение звания за заслуги в фигурном катании на коньках, произошло в 1958 году.

## Список

### 1958
- Орлов, Пётр Петрович (1912—1989; Ленинград)[1] — тренер первых советских призёров ЧЕ по фигурному катанию («серебро» ЧЕ 1958) — спортивной пары Нина Жук — Станислав Жук.

### 1961[2]
- Толмачёва, Татьяна Александровна (1907—1998; Москва, «Труд»; ЗМС — 1939) — старший тренер школы фигурного катания Стадиона юных пионеров (1946—1967), тренер нескольких чемпионов СССР, первый тренер будущих ЗМС Людмилы Пахомовой, Сергея Четверухина и Владимира Ковалёва (под её руководством — бронзовый призёр ЧМ 1972), тренер сборной СССР на ЗОИ 1976.

### 1965
- Жук, Станислав Алексеевич[3] (1935—1998; Москва) — тренер спортивной пары Татьяна Жук — Александр Горелик, бронзовых призёров ЧМ 1965.

### 1968
- Москвин, Игорь Борисович (1929; Ленинград)

### 1970
- Чайковская, Елена Анатольевна[3] (1939; Москва) — тренер танцевальной пары Людмила Пахомова — Александр Горшков, чемпионов мира 1970.

### 1971
- Кудрявцев, Виктор Николаевич[4] (1937; Москва) — тренер спортивной пары Людмила Смирнова — Андрей Сурайкин, серебряных призёров ЧМ и ЧЕ 1970, 1971.

### 1975
- Тарасова, Татьяна Анатольевна[3] (1947; Москва) — тренер танцевальной пары Ирина Моисеева — Андрей Миненков, чемпионов мира 1975, и спортивной пары Ирина Роднина — Александр Зайцев (с сезона 1973/74), чемпионов мира 1974 и 1975.

### 1976
- Мишин, Алексей Николаевич[3] (1941; Ленинград; ЗМС — 1969) — тренер сборной СССР на ЗОИ 1976.
- Писеев, Валентин Николаевич[5] (1941; Москва) — начальник отдела фигурного катания Спорткомитета СССР (с 1969).

### 1981
- Москвина, Тамара Николаевна[3] (1941; Ленинград; ЗМС — 1969) — тренер спортивной пары Ирина Воробьёва — Сергей Лисовский, чемпионов мира 1981.

### 1985
- Дубова, Наталья Ильинична (1948; Москва) — тренер танцевальный пары Марина Климова — Сергей Пономаренко, серебряных призёров ЗОИ 1988.

### 1988
- Горшков, Александр Георгиевич[3] (1946; Москва; ЗМС — 1970) — государственный тренер по фигурному катанию Спорткомитета СССР (с 1977).
- Зуева, Марина Олеговна (1966; Москва);
- Леонович, Станислав Викторович (1958; Москва; ЗМС — 1982) — тренеры спортивной пары Екатерина Гордеева — Сергей Гриньков (с сезона 1986/87), олимпийских чемпионов 1988.

### 1992
- Дрей, Михаил Михайлович (1936; Москва) — старший тренер группы парного катания, начальник сборной СССР (с 1975)[6].
- Змиевская, Галина Яковлевна (1946; Одесса)[7];
- Николаев, Валентин (19…; Одесса) — тренеры Виктора Петренко, олимпийского чемпиона 1992 в одиночном катании.